# Geison

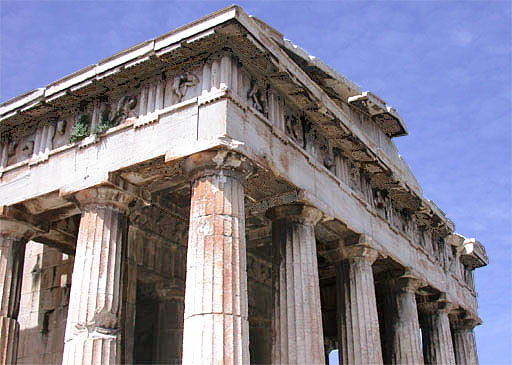
Gebälk am Tempel des Hephaistos von oben nach unten:
Geison
Fries mit Triglyphen
Architrav

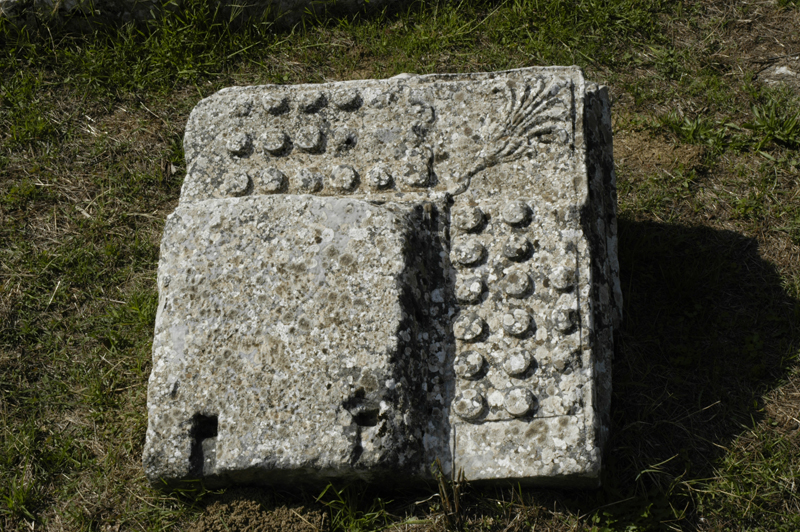
Unterseite eines dorischen Geison-Eckblockes mit Mutuli und Guttae, aus Lykosura

Das Geison (altgriechisch τό γεῖσον geîson, Plural Geisa), auch Corona (lat. für ‚Kranz, Krone‘) genannt, ist das weit vorragende Kranzgesims griechischer und römischer Architektur, das sich an der Traufe antiker Repräsentationsbauten oberhalb des Frieses oder des Zahnschnitts befindet.
Das die Giebelschräge, den sogenannten Ortgang begleitende Geison wird auch Schräggeison genannt. Bekrönt wird das Geison von der Sima, der Traufleiste antiker Bauten.

## Geschichte und Gestaltung
Die Geisa der unterschiedlichen Bauordnungen sind verschieden gestaltet. Man unterscheidet zwischen dorischem Geison, ionischem Geison und Konsolengeison, um nur die grundsätzlichen zu nennen. Das Konsolengeison ist ab Mitte des 1. Jahrhunderts v. Chr. fest mit der korinthischen Ordnung verbunden.
Während das ionische Geison nur eine einfache, nach unten ausgezogene Hängeplatte ist und keine weiteren Verzierungen aufweist, ist das dorische Geison fest in das Gesamtkonzept des dorischen Tempels eingebunden und nimmt dessen Rhythmus auf. An der Unterseite des dorischen Geison sind Platten, die Mutuli (Singular: Mutulus), angebracht, die ab der zweiten Hälfte des 6. Jahrhunderts v. Chr. mit drei Reihen von sechs Tropfen, den Guttae, verziert sind. Im frühen 6. Jahrhundert variierte die Ausbildung der Mutulusplatten stark. Insbesondere gab es Lösungen mit alternierenden breiten und schmalen Mutuli, wobei letztere dann auch eine reduzierte Anzahl an Guttae aufwiesen. So gab es Platten mit 3 × 3 Guttae, oder zweireihige Ausprägungen mit beispielsweise alternierenden 2 × 3 und 2 × 5 Guttae, etwa am Porostempel der Aphaia auf Ägina. Der Zwischenraum zwischen den Mutuli wird „Via“ genannt. Die Mutuli greifen den Rhythmus des Triglyphenfrieses auf, indem je eine Mutulus-Platte über einer Metope und einer Triglyphe angebracht ist. Bei alternierender Mutulusbreite wird die schmale Platte immer oberhalb der Metope angeordnet.
Im 2. Jahrhundert v. Chr. erfährt das ionische Geison verschiedene Veränderungen, die zur Entwicklung des Konsolengeisons führten. Zunächst wurden die Unterseiten der Geisa verziert, beispielsweise mit Rhomben- oder mit Mäanderreliefs. Pergamon, Rhodos und Alexandria waren hierbei die Zentren, die den Schritt zur vollen Entwicklung plattenverzierter ionischer Geisa taten. Diese Platten, den Mutuli des dorischen Geison durchaus vergleichbar, wurden Träger von Ornamenten und Profilen, und wurden zu Konsolen unterschiedlichster Ausprägung weiterentwickelt. Ab dem frühen 1. Jahrhundert v. Chr. wurde dieses neue Konsolengeison vor allem in das Gebälk korinthischer Bauten integriert, dessen kanonischer Bestandteil es ab augusteischer Zeit werden sollte. Überaus reich mit Profilen und Soffitten an den meist geschwungenen Konsolen verziert, mit reliefierten Feldern oder Kassetten zwischen den Konsolen geschmückt, bildete es den krönenden Abschluss römischer Repräsentationsarchitektur.